# アンヌ・フロワドビーズ
アンヌ・フロワドビーズ（Anne Froidebise, 1950年11月4日 - ）は、ベルギーのオルガン奏者。
リエージュの生まれ。地元の王立音楽院でロベール・ルリダンにピアノ、フーベルト・ショーンブロートにオルガンをそれぞれ師事。また、クサヴァー・ダラスやベルナール・ラガセの指導も受けた。1975年に音楽院を卒業後、オルガニストとして活動を始めたが、1979年から1982年までブリュッセル王立音楽院でシャルル・ケーニヒにチェンバロを教わる。1985年にナミュールの音楽教育高等研究所でチェンバロを教え、1996年までその任に当たった。1992年から母校のリエージュ王立音楽院でオルガン科の教授を務める。1994年から「ワロン地域のオルガンと芸術」という音楽祭を主宰。